# Lázaro Dalcourt
Lázaro Dalcourt Martínez (Candelaria, 25 de abril de 1971) é um ex-futebolista cubano que jogava como meia-atacante.

## Carreira
Conhecido por El Pindi, jogou quase toda sua carreira no Pinar del Río, onde começou a jogar em 1989 e saiu em 1998 para uma curta passagem pelo futebol da Alemanha, atuando em um jogo com a camisa do Bonner SC, após Fidel Castro liberar a Seleção Cubana para representar o clube, que disputava a quarta divisão do país europeu.
Em 1998, passou um mês realizando um período de testes no Olympique de Marseille juntamente com o compatriota Osmín Hernández, porém um representante do regime cubano impediu o jogador de assinar um contrato profissional. Dalcourt aposentou-se em 2003, devido a uma lesão no joelho.

## Seleção Cubana
Foi um dos principais jogadores da Seleção Cubana na década de 1990, fazendo sua estreia internacional em 1995. É o quinto atleta com mais partidas disputadas pelos Leões do Caribe (73) e o segundo maior artilheiro, com 21 gols.
Seu último jogo pela equipe foi na Copa Ouro da CONCACAF de 2003, contra os Estados Unidos.

## Títulos
Pinar del Río
- Campeonato Cubano: 1989, 1990, 1992, 1995, 2000

### Individuais
- Futebolista cubano do ano: 1991, 1992,1995.[4]